# Finale Kupa prvaka 1981.
Finale Kupa prvaka 1981. je bilo 26. po redu finale Kupa prvaka, koje je igrano 27. svibnja 1981. na Parku Prinčeva u Parizu. U finalu su igrali engleski Liverpool F.C. i španjolski Real Madrid C.F. Utakmica je završila rezultatom 1:0 za Liverpool, zahvaljujući jedinom pogotku na utakmici, Alana Kennedyja u 82. minuti. Ovo pobjeda značila je treći naslov Kupa prvaka za Liverpool, i peti naslov zaredom za neku englesku momčad.

## Susret
| 27. svibnja 1981. |     |             |                                                                                  |
| Liverpool         | 1:0 | Real Madrid | Parc des Princes, Pariz Broj gledatelja: 48.360 Sudac: Károly Palotai (Mađarska) |
| A. Kennedy 82'    |     |             | Parc des Princes, Pariz Broj gledatelja: 48.360 Sudac: Károly Palotai (Mađarska) |

| Liverpool | Real Madrid |

| LIVERPOOL:  |    |                 |          |     |
|             |    |                 |          |     |
| GK          | 1  | Ray Clemence    |          |     |
| RB          | 2  | Phil Neal       |          |     |
| LB          | 3  | Alan Kennedy    |          |     |
| CB          | 4  | Phil Thompson   |          |     |
| LM          | 5  | Ray Kennedy     | Opomenut |     |
| CB          | 6  | Alan Hansen     |          |     |
| CF          | 7  | Kenny Dalglish  |          | 87' |
| RM          | 8  | Sammy Lee       |          |     |
| CF          | 9  | David Johnson   |          |     |
| CM          | 10 | Terry McDermott |          |     |
| CM          | 11 | Graeme Souness  |          |     |
| Zamjene:    |    |                 |          |     |
| MF          | 12 | Jimmy Case      |          | 87' |
| GK          | 13 | Steve Ogrizovic |          |     |
| DF          | 14 | Colin Irwin     |          |     |
| DF          | 15 | Richard Money   |          |     |
| FW          | 16 | Howard Gayle    |          |     |
| Trener:     |    |                 |          |     |
| Bob Paisley |    |                 |          |     |

| REAL MADRID:   |    |                        |          |     |
|                |    |                        |          |     |
| GK             | 1  | Agustín Rodríguez      |          |     |
| DF             | 2  | Rafael García Cortés   |          | 87' |
| DF             | 3  | José Antonio Camacho   |          |     |
| MF             | 4  | Uli Stielike           | Opomenut |     |
| DF             | 5  | Andrés Sabido          |          |     |
| MF             | 6  | Vicente del Bosque     |          |     |
| FW             | 7  | Juanito                |          |     |
| MF             | 8  | Ángel de los Santos    |          |     |
| FW             | 9  | Carlos Santillana      |          |     |
| DF             | 10 | Antonio García Navajas |          |     |
| FW             | 11 | Laurie Cunningham      |          |     |
| Zamjene:       |    |                        |          |     |
| MF             | 16 | Francisco Pineda       |          | 87' |
| Trener:        |    |                        |          |     |
| Vujadin Boškov |    |                        |          |     |

## Vanjske poveznice
- Rezultati Kupa prvaka, RSSSF.com
- Sezona 1980./81., UEFA.com
- Povijest Lige prvaka: 1981.

| Finala Kupa prvaka i UEFA Lige prvaka | Finala Kupa prvaka i UEFA Lige prvaka |
| ------------------------------------- | --- |
|                                       | |
| Kup prvaka                            | 1956. • 1957. • 1958. • 1959. • 1960. • 1961. • 1962. • 1963. • 1964. • 1965. • 1966. • 1967. • 1968. • 1969. • 1970. • 1971. • 1972. • 1973. • 1974. • 1975. • 1976. • 1977. • 1978. • 1979. • 1980. • 1981. • 1982. • 1983. • 1984. • 1985. • 1986. • 1987. • 1988. • 1989. • 1990. • 1991. • 1992. |
|                                       | |
| Liga prvaka                           | 1993. • 1994. • 1995. • 1996. • 1997. • 1998. • 1999. • 2000. • 2001. • 2002. • 2003. • 2004. • 2005. • 2006. • 2007. • 2008. • 2009. • 2010. • 2011. • 2012. • 2013. • 2014. • 2015. • 2016. • 2017. • 2018. • 2019. • 2020. • 2021. • 2022. • 2023. • 2024.                                         |

| Finala Kupa prvaka i UEFA Lige prvaka | Finala Kupa prvaka i UEFA Lige prvaka |
| ------------------------------------- | --- |
|                                       | |
| Kup prvaka                            | 1956. • 1957. • 1958. • 1959. • 1960. • 1961. • 1962. • 1963. • 1964. • 1965. • 1966. • 1967. • 1968. • 1969. • 1970. • 1971. • 1972. • 1973. • 1974. • 1975. • 1976. • 1977. • 1978. • 1979. • 1980. • 1981. • 1982. • 1983. • 1984. • 1985. • 1986. • 1987. • 1988. • 1989. • 1990. • 1991. • 1992. |
|                                       | |
| Liga prvaka                           | 1993. • 1994. • 1995. • 1996. • 1997. • 1998. • 1999. • 2000. • 2001. • 2002. • 2003. • 2004. • 2005. • 2006. • 2007. • 2008. • 2009. • 2010. • 2011. • 2012. • 2013. • 2014. • 2015. • 2016. • 2017. • 2018. • 2019. • 2020. • 2021. • 2022. • 2023. • 2024.                                         |